# مهرجان كابري هوليوود السينمائي الدولي
مهرجان كابري هوليوود السينمائي الدولي (بالإنجليزية: Capri Hollywood International Film Festival) مهرجان سينمائي دولي سنوي يقام كل أواخر ديسمبر، أو أوائل يناير في كابري بإيطاليا. أنشئ في عام 1995، قسم المسابقة المفتوحة للأفلام العالمية، والرسوم المتحركة، والأفلام الوثائقية، والروائية. أشارت صحيفة هوليوود ريبورتر إلى ذلك على أنه «آخر مهرجان سينمائي رئيسي لهذا العام»، و«نقطة توقف رئيسية على الطريق إلى حفل توزيع جوائز الأوسكار».

## فئات الجائزة
أفضل فيلم - أفضل مخرج - أفضل ممثل - أفضل ممثلة - أفضل ممثل مساعد - أفضل ممثلة مساعدة - أفضل سيناريو مقتبس - أفضل سيناريو أصلي - أفضل فيلم رسوم متحركة - أفضل فيلم وثائقي - أفضل فيلم بلغة أجنبية - أفضل تصوير سينمائي - أفضل مونتاج فيلم - أفضل مكياج وتنسيق للشعر - أفضل تصميم إنتاج - أفضل أغنية أصلية - أفضل موسيقى تصويرية - أفضل مونتاج صوتي / أفضل خلط صوتي - أفضل مؤثرات بصرية - أفضل طاقم الممثلين - جائزة الإنجاز الوظيفي.

## وصلات خارجية
https://filmfreeway.com/CapriHollywood مهرجان كابري هوليوود السينمائي الدولي
https://www.imdb.com/gallery/rg3997800960 مهرجان كابري هوليوود السينمائي الدولي